# John van de Ruit
John Howard van de Ruit (Durban, 20 de abril de 1975) actor, dramaturgo, productor teatral y novelista sudafricano conocido por su colaboración en el show satírico  Green Mamba con Ben Voss.Estudió arte dramático en la Universidad de Natal.

## Obra
- Spud, 2005, Penguin Books,  ISBN 978-0-14-302484-2. Film de 2010 de Ross Garland.
- Spud - The Madness Continues..., 2007, Penguin Books, ISBN 9780143538363
- Spud - Learning to Fly , 2009, Penguin Books, ISBN 9780143539520
- Spud: Exit, Pursued by a Bear, 2012, Penguin Books, ISBN 9780143530244